# بالابلگور
بالابلگور، روستایی از توابع بخش میرزا کوچک جنگلی شهرستان صومعه‌سرا در استان گیلان ایران است.از مشاهیر این روستا آقای علیرضا بلگوری مدیرعامل فعلی بانک اقتصاد نوین و عضو سابق هیات مدیره بانک مسکن و آقای مجتبی میرزازاده بلگوری رئیس اعتبارات بانک دی استان گیلان می باشند.

## جمعیت
این روستا در دهستان مرکیه قرار دارد و براساس سرشماری مرکز آمار ایران در سال ۱۳۸۵، جمعیت آن ۵۶۲ نفر (۱۶۲خانوار) بوده‌است.